# Arenaria modesta subsp. tenuis
La yerba cerecera o Arenaria modesta subsp. tenuis, es una subespecie de Arenaria modesta, una planta herbácea perteneciente a la familia de las cariofiláceas.

## Descripción
Son plantas anuales,  pubescente-glandulosas. Tallos de hasta 17 cm de altura, erectos y ramificados desde la base. Hojas de hasta 10 mm, lineares, agudas, mucronadas, generalmente patentes. Pedicelos de hasta 25 mm, pubescente-glandulosos. Cáliz glabro o con algunos pelos glandulares y/o eglandulares laxos en el 1/2 inferior. Sépalos de 3-3,7 (-4,2) mm, oblongo-lanceolados, acuminados, sin nervios o con 1 nervio poco marcado en el 1/3 inferior, ligeramente dimórficos. Pétalos de (4-) 4,5-5,5 (-6,2) mm, generalmente 1,5 veces tan largo como los sépalos, oblongos, redondeados en el ápice, blancos. Anteras de 0,4-0,6 mm, oblongas, amarillas. Cápsula de 3-3,7 mm, oblonga, ligeramente ensanchada en la base, papirácea, aproximadamente tan larga como el cáliz. Semillas de 0,4-0,7 mm, reniformes, con caras planas, tuberculadas, generalmente papilosas. Florece y fructifica de mayo a julio.

## Distribución y hábitat
Se encuentra en Las montañas calcáreas en la Subbética cordobesa en el S y SE de España (en la Bética y Castellano-Maestrazgo-Manchega).

## Taxonomía
Arenaria modesta subsp. tenuis fue descrita por (Gay) G.López & Nieto Fel.  y publicado en Ann. Gén. Sci. Phys. 7: 291 1820.
Etimología
Arenaria: nombre genérico que deriva del término latino arenarius  = "de arena, arenoso". Adjetivo sustantivado: la planta a la que J.Bauhin dio este nombre en 1631 vive en terreno arenoso.
modesta: epíteto latino que significa "modesta".
tenuis: epíteto latino que significa "esbelto".
Sinonimia
- Arenaria tenuis J.Gay	[6]